# Masato Morishige
Masato Morishige (jap. 森重真人 Morishige Masato; ur. 21 maja 1987 w Hiroszimie) – japoński piłkarz występujący na pozycji obrońcy w japońskim klubie Tokyo oraz w reprezentacji Japonii. Znalazł się w kadrze na Mistrzostwa Świata 2014.